# Melody Klaver
Melody Klaver, née Melody Zoë Klaver le 9 septembre 1990 à Amsterdam, est une actrice néerlandaise qui a reçu, à l'âge de 15 ans, une nomination pour un Gouden Kalf pour le rôle de Heleen dans le film Diep de Simone van Dusseldorp.

## Biographie
Melody a deux sœurs qui sont plus âgées qu'elle, Kimberley (1985) et Stephanie (1983).
Elle fut étudiante à l'Académie de théâtre de Maastricht.

## Filmographie
- 2005 : Diep : Heleen
- 2006 : Langer licht : Kiki
- 2006 : Afblijven : Debby
- 2008 : Oorlogswinter (Winter in Wartime) : Erica van Beusekom
- 2009 : Schemer : Frouk

## Distinction
- 2009 : Rembrandt Awards de la meilleure actrice néerlandaise pour son rôle dans Winter in Wartime